# Kapka Kassabova

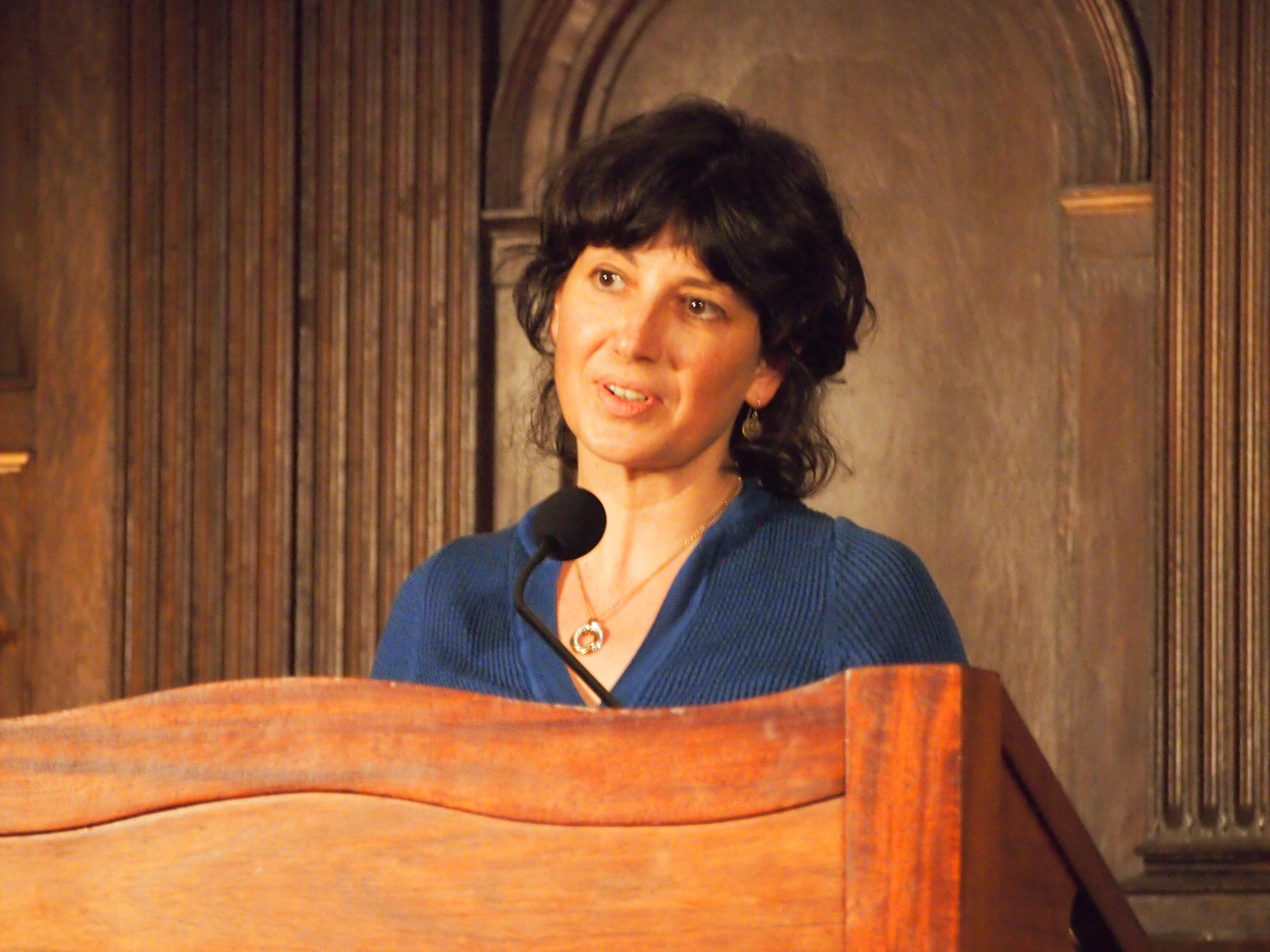
Kapka Kassabova (2017)

Kapka Kassabova, bulgarisch Капка Касабова (* 1973 in Sofia, Bulgarien) ist eine neuseeländische Schriftstellerin, Dichterin und Reisejournalistin.

## Leben
Nach dem Umsturz im kommunistischen Bulgarien 1989 wanderte ihre Familie zunächst nach England, dann 1992 nach Neuseeland aus, wo Kassabova an der University of Otago französische und russische Literatur und an der Victoria University of Wellington englische Literatur und kreatives Schreiben studierte. 2004 zog sie zurück nach England. Seit 2005 lebt sie in den schottischen Highlands.
Im Jahr 2008 veröffentlichte Kassabova Street Without a Name: Childhood and Other Misadventures in Bulgaria (deutsch: Straße ohne Namen: Kindheit und andere Wirrungen in Bulgarien). Die britische Zeitung The Guardian bezeichnete das Buch als „Meditation über die tiefgreifenden Umwälzungen, die sich im Zuge der Ereignisse von 1989 in Ost-Europa abspielten“.
Anfang 2018 wurde ihr in englischer Sprache veröffentlichtes Buch Border als „Best travel book of the year“ mit dem Stanford Dolman Award für 2017 ausgezeichnet. Außerdem stand der Titel auf den Shortlisten für den Ondaatje Prize, den Baillie Gifford Prize, den Duff Cooper Prize, den Bread and Roses Award, und den National Book Critics Circle Award. Im selben Jahr erschien dieses Buch in deutscher Sprache unter dem Titel Die letzte Grenze. Am Rand Europas, in der Mitte der Welt.
Die französische Übersetzung von To the Lake: A Balkan Journey of War and Peace wurde 2021 mit dem Prix du Meilleur livre étranger in der Kategorie Essay ausgezeichnet.

## Publikationen

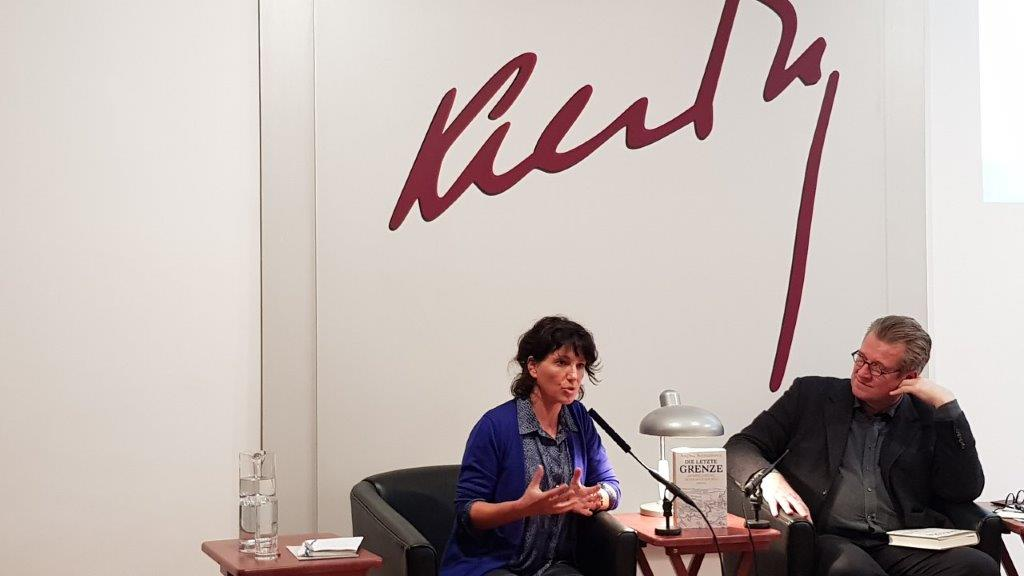
Kapka Kassabova und Philipp Blom bei der Präsentation des Buches Die letzte Grenze am 4. September 2018 im Bruno Kreisky Forum in Wien

- All Roads Lead to the Sea. Auckland University Press, 1997, ISBN 1-86940-177-8.
- Dismemberment. Auckland University Press, 1999, ISBN 1-86940-207-3.
- Reconnaisance. Penguin Group, 1999, ISBN 0-14-028343-9.
- Love in the Land of Midas. Penguin Books, 2001, ISBN 0-14-100012-0.
- Someone Else's Life. Bloodaxe, 2003, ISBN 1-85224-617-0.
- fotografische Bearbeitung des Gedichts Shadows and Light durch Marti Friedlander. Fogarty Hojsgaard Entwistle Galleries, Auckland, Neuseeland, 2007.
- Geography for the Lost. Bloodaxe, 2007, ISBN 978-1-85224-765-2.
- Street Without a Name: Childhood and Other Misadventures in Bulgaria. Portobello, 2008, ISBN 978-1-8462-7123-6.
- Villa Pacifica. Bloomsbury Publishing, London 2011, ISBN 978-1-8468-8151-0.
- Rücksacktouristen. In: Neuseeland, hrsg. von Thomas Kohlwein. Klagenfurt : Wieser, 2012, ISBN 978-3-9902-9037-8.
- Border: a Journey to the Edge of Europe. London : Granta, 2017, ISBN 978-1-7837-8320-5.
  - Die letzte Grenze. Am Rand Europas, in der Mitte der Welt. Zsolnay, Wien 2018, ISBN 978-3-552-05907-8 (englisch: Border. A Journey to the Edge of Europe. London 2017. Übersetzt von Brigitte Hilzensauer).
- To the Lake: a Balkan Journey of War and Peace.  London : Granta 2020, ISBN 978-1-7837-8397-7.
  - Am See. Reise zu meinen Vorfahren in Krieg und Frieden. Zsolnay, Wien 2021, ISBN 978-3-552-07231-2 (englisch: To the Lake: a Balkan Journey of War and Peace. London 2020. Übersetzt von Brigitte Hilzensauer).
- Elixir: In the Valley at the End of Time. London : Jonathan Cape 2023, ISBN 978-1-7873-3326-0.